# Ramón Carnicer
Ramón Carnicer i Batlle (Tàrrega, 24 de outubro de 1789 – Madri, 17 de março de 1855) foi um compositor de óperas e maestro espanhol, autor da música do hino nacional do Chile.

## Biografia
Carnicer nasceu em Tàrrega, Catalunha. Sua posição mais destacável  foi como condutor de óperas e de grande influência no desenvolvimento do gênero musical espanhol conhecido como zarzuela. Carnicer conduziu a Ópera Italiana em Barcelona de 1818 a 1820 e a Ópera Real de Madri de 1828 a 1830.
Foi professor no Conservatório de Madri de 1830 até 1854 sendo posteriormente nomeado diretor.
Carnicer compôs vários obras, muitas das quais foram perdidas e só restam referências em documentos da época, entretanto uma de suas composições mais famosas é a música do Hino Nacional do Chile.